# Renate-Charlotte Rabbethge
Renate-Charlotte Rabbethge (ur. 14 października 1930 w Getyndze, zm. 18 października 2021) – niemiecka polityk i dziennikarka, posłanka do Parlamentu Europejskiego I i II kadencji.

## Życiorys
Zdała egzamin maturalny, po czym odbyła kształcenie specjalistyczne. Pracowała zawodowo m.in. jako korespondentka zagraniczna i pracownica biurowa. W 1955 wyszła za mąż, następnie przeprowadziła się na kilka lat do Republiki Południowej Afryki, gdzie pracowała w rolnictwie. W 1973 zaangażowała się w działalność polityczną w ramach Unii Chrześcijańsko-Demokratycznej. W CDU była rzecznikiem ds. europejskich w landzie, a także członkiem federalnego komitetu ds. kobiet i małych firm. Działała w Europejskiej Unii Kobiet, w której przewodniczyła sekcji rolnictwa (1978–1988), a także w Międzynarodowej Unii Paneuropejskiej, w której była szefową oddziału w Dolnej Saksonii (1990–2006) i krajową wiceprzewodniczącą (od 1995).
W 1979 i 1984 uzyskiwała mandat posłanki do Parlamentu Europejskiego I i II kadencji. Przystąpiła do Europejskiej Partii Ludowej, należała m.in. do Komisji ds. Rozwoju i Współpracy, Komisji ds. Kontroli Budżetu oraz Komisji ds. Petycji.